# Thủy ngân
Thủy ngân (水銀, dịch nghĩa Hán-Việt là "nước bạc") là nguyên tố hóa học có ký hiệu Hg (từ tên tiếng Latinh là Hydrargyrum (/haɪˈdrɑːrdʒərəm/ hy-Drar-jər-əm)) và số hiệu nguyên tử 80. Nó có nhiều tính chất khác biệt so với những kim loại thông thường. Là một nguyên tố khối nặng màu bạc, thủy ngân là nguyên tố kim loại duy nhất ở dạng lỏng ở điều kiện tiêu chuẩn về nhiệt độ và áp suất; nguyên tố duy nhất khác là chất lỏng trong các điều kiện này là halogen bromua, mặc dù các kim loại như caesi, gali và rubidi tan chảy ngay trên nhiệt độ phòng.
Thủy ngân xuất hiện trong các khoáng vật trên toàn thế giới chủ yếu ở dạng chu sa (thủy ngân(II) sulfide). Các vermillion màu đỏ son có được bằng cách nghiền chu sa tự nhiên hoặc sulfide thủy ngân tổng hợp.
Thủy ngân được sử dụng trong nhiệt kế, áp kế, áp suất kế, huyết áp kế, van phao, công tắc thủy ngân, rơle thủy ngân, đèn huỳnh quang và các thiết bị khác, mặc dù những lo ngại về độc tính của nguyên tố này đã dẫn đến nhiệt kế thủy ngân và máy đo huyết áp bị loại bỏ trong môi trường lâm sàng. lựa chọn thay thế bằng rượu hoặc galinstan trong các nhiệt kế thủy tinh và thermistor - hoặc công cụ điện tử  hồng ngoại dựa trên. Tương tự như vậy, đồng hồ đo áp suất cơ học và cảm biến đo biến dạng điện tử đã thay thế máy đo huyết áp thủy ngân.
Thủy ngân vẫn được sử dụng trong các ứng dụng nghiên cứu khoa học và trong amalgam để phục hồi răng ở một số địa phương. Nó cũng được sử dụng trong đèn huỳnh quang. Điện truyền qua hơi thủy ngân trong đèn huỳnh quang tạo ra tia cực tím sóng ngắn, sau đó làm cho phosphor trong ống đèn phát huỳnh quang, tạo ra ánh sáng nhìn thấy được.
Nhiễm độc thủy ngân có thể xảy ra do tiếp xúc với các dạng thủy ngân tan trong nước (như chloride thủy ngân hoặc methylmercury), do hít phải hơi thủy ngân hoặc ăn bất kỳ dạng thủy ngân nào.

## Tính chất

### Tính chất vật lí
Một chất dẫn nhiệt kém, nhưng là một chất dẫn điện khá tốt.
Nó có điểm đóng băng −38,83 °C và điểm sôi là 356,73 °C,  thấp nhất so với bất kỳ kim loại ổn định nào, mặc dù các thí nghiệm sơ bộ về copernixi và flerovi đã chỉ ra rằng chúng có điểm sôi thấp hơn (copernici là nguyên tố dưới thủy ngân trong bảng tuần hoàn, đi theo xu hướng giảm điểm sôi xuống ở nhóm 12). Khi đóng băng, khối lượng thủy ngân giảm 3,59% và mật độ của nó thay đổi từ 13,69 g/cm³ khi ở trạng thái lỏng đến 14.184 g/cm³ khi ở trạng thái rắn. Hệ số giãn nở thể tích là 181,59 × 10 6 tại 0 °C, 181,71 × 10 6 ở 20 °C và 182,50 × 10 6 ở 100 °C (tính trên mỗi độ C). Thủy ngân rắn dễ uốn và có thể cắt được bằng dao.
Một lời giải thích đầy đủ về tính biến động cực đoan của thủy ngân đi sâu vào lĩnh vực vật lý lượng tử, nhưng có thể tóm tắt như sau: thủy ngân có cấu hình electron duy nhất trong đó các electron lấp đầy tất cả các 1, 2s, 2p, 3s, 3p, 3d, 4s, 4p, 4d, 4f, 5s, 5p, 5d, và 6 subshells. Do cấu hình này chống lại việc loại bỏ electron mạnh mẽ, thủy ngân hoạt động tương tự như các khí hiếm, tạo thành liên kết yếu và do đó tan chảy ở nhiệt độ thấp.
Sự ổn định của vỏ electron 6s là do sự hiện diện của vỏ 4f đã đầy. Một lớp vỏ f sàng lọc kém điện tích hạt nhân làm tăng tương tác Coulomb hấp dẫn của vỏ 6s và hạt nhân (xem sự co lại của lanthan). Sự vắng mặt của lớp vỏ f bên trong là lý do khiến nhiệt độ nóng chảy của cadmi và kẽm cao hơn một chút, mặc dù cả hai kim loại này vẫn dễ dàng tan chảy và còn có điểm sôi thấp bất thường.

### Tính chất hóa học
Thủy ngân không phản ứng với hầu hết các acid, chẳng hạn như acid sunfuric loãng, mặc dù các acid oxy hóa như acid sunfuric đậm đặc và acid nitric hoặc nước cường toan hòa tan nó để tạo ra các muối thủy ngân sunfat, nitrat và chloride. Giống như bạc, thủy ngân phản ứng với hydro sulfide trong khí quyển. Thủy ngân phản ứng với các mảnh lưu huỳnh rắn, được sử dụng trong bộ dụng cụ xử lý tràn thủy ngân để hấp thụ thủy ngân (bộ dụng cụ tràn cũng sử dụng than hoạt tính và kẽm bột).

#### Hỗn hống

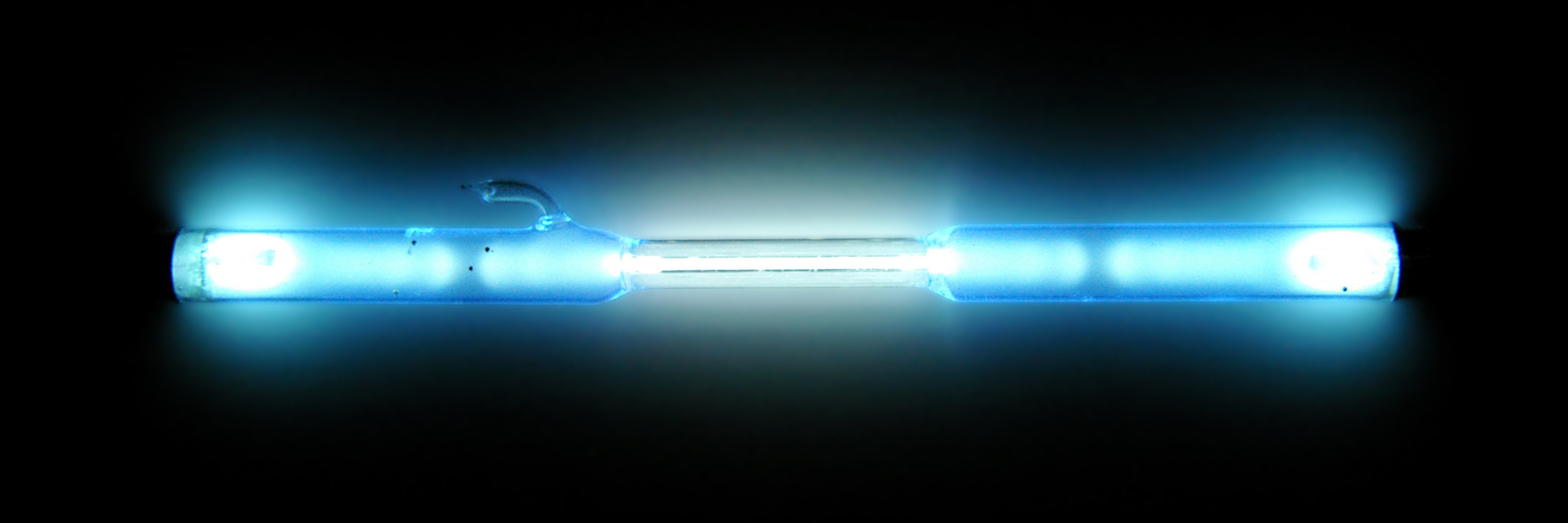
Đèn hiệu chuẩn quang phổ thủy ngân

Thủy ngân hòa tan nhiều kim loại như vàng và bạc để tạo thành hỗn hống. Sắt là một ngoại lệ, và bình sắt thường được sử dụng để lưu trữ và buôn bán thủy ngân. Một số kim loại chuyển tiếp hàng đầu tiên khác ngoại trừ mangan, đồng và kẽm cũng có khả năng chống lại sự hình thành hỗn hống. Các nguyên tố khác không dễ dàng tạo thành hỗn hống với thủy ngân bao gồm bạch kim. Hỗn hống natri là một chất khử phổ biến trong tổng hợp hữu cơ, và cũng được sử dụng trong đèn natri cao áp.
Thủy ngân dễ dàng kết hợp với nhôm để tạo thành hỗn hống nhôm thủy ngân khi hai kim loại nguyên chất tiếp xúc với nhau. Vì hỗn hống phá hủy lớp oxide nhôm bảo vệ nhôm kim loại khỏi bị oxy hóa sâu (như trong rỉ sắt), ngay cả một lượng nhỏ thủy ngân cũng có thể ăn mòn nhôm nghiêm trọng. Vì lý do này, thủy ngân không được phép mang lên máy bay trong hầu hết các trường hợp vì nguy cơ nó hình thành một hỗn hống với các bộ phận nhôm tiếp xúc trong máy bay.
Ô nhiễm thủy ngân là loại ô nhiễm kim loại lỏng phổ biến nhất.

### Đồng vị
Có bảy đồng vị thủy ngân ổn định, với 202
Hg là phong phú nhất (29,86%). Các đồng vị phóng xạ tồn tại lâu nhất là 194
Hg với chu kỳ bán rã là 444 năm và  203
Hg với chu kỳ bán rã 46,612 ngày. Hầu hết các đồng vị phóng xạ còn lại có chu kỳ bán rã ít hơn một ngày.  199
Hg và 201
Hg là các đồng vị được nghiên cứu thường xuyên nhất được nghiên cứu, có spin là 1⁄2   và 3⁄2 tương ứng.

## Lịch sử

Biểu tượng cho hành tinh Sao Thủy (☿) đã được sử dụng từ thời cổ đại để đại diện cho Thủy ngân

Thủy ngân được tìm thấy trong các ngôi mộ Ai Cập có từ năm 1500 TCN.
Ở Trung Quốc và Tây Tạng, việc sử dụng thủy ngân được cho là kéo dài sự sống, chữa lành gãy xương và duy trì sức khỏe nói chung, mặc dù hiện nay người ta biết rằng việc tiếp xúc với hơi thủy ngân dẫn đến những ảnh hưởng xấu nghiêm trọng đến sức khỏe. Hoàng đế đầu tiên của Trung Quốc, Tần Thủy Hoàng được chôn cất trong một ngôi mộ chứa một dòng sông thủy ngân chảy trên mô hình vùng đất mà ông cai trị, đại diện của các con sông của Trung Quốc. Ông đã bị giết bằng cách bị cho uống một loại thủy ngân và hỗn hợp ngọc bích được các nhà giả kim nước Tần tạo ra (gây suy gan, ngộ độc thủy ngân và chết não), với ý định giúp cho Hoàng đế trường sinh bất lão. Khumarawayh ibn Ahmad ibn Tulun, người cai trị Tulunid thứ hai của Ai Cập (cai trị từ năm 884 đến năm 896), được biết đến với sự ngông cuồng và hoang phí của mình, đã xây dựng một lưu vực chứa đầy thủy ngân, trên đó ông sẽ nằm trên những chiếc đệm đầy không khí và ngủ trên đó.
Vào tháng 11 năm 2014, "lượng lớn" thủy ngân đã được phát hiện trong một buồng 60 feet bên dưới kim tự tháp 1800 năm tuổi được gọi là "Đền thờ con rắn lông vũ", "kim tự tháp lớn thứ ba của Teotihuacan ", Mexico cùng với "tượng ngọc", báo đốm còn lại, một hộp chứa đầy vỏ sò và quả bóng cao su. " 

## Ứng dụng
Thủy ngân được sử dụng chủ yếu trong sản xuất các hóa chất,trong kỹ thuật điện và điện tử. Nó cũng được sử dụng trong một số nhiệt kế. Các ứng dụng khác là:
- Máy đo huyết áp chứa thủy ngân (đã bị cấm ở một số nơi).
- Thiomersal, một hợp chất hữu cơ được sử dụng như là chất khử trùng trong vắc-xin và mực xăm (Thimerosal in vaccines).
- Phong vũ kế thủy ngân, bơm khuếch tán, tích điện kế thủy ngân và nhiều thiết bị phòng thí nghiệm khác. Là một chất lỏng với tỷ trọng rất cao, Hg được sử dụng để làm kín các chi tiết chuyển động của máy khuấy dùng trong kỹ thuật hóa học.
- Điểm ba trạng thái của thủy ngân, -38,8344 °C, là điểm cố định được sử dụng như nhiệt độ tiêu chuẩn cho thang đo nhiệt độ quốc tế (ITS-90).
- Trong một số đèn điện tử.
- Hơi thủy ngân được sử dụng trong đèn hơi thủy ngân và một số đèn kiểu "đèn huỳnh quang" cho các mục đích quảng cáo. Màu sắc của các loại đèn này phụ thuộc vào khí nạp vào bóng.
- Thủy ngân được sử dụng tách vàng và bạc trong các quặng sa khoáng.

Các ứng dụng khác: chuyển mạch điện bằng thủy ngân, điện phân với cathode thủy ngân để sản xuất natri hydroxide và clo, các điện cực trong một số dạng thiết bị điện tử, pin và chất xúc tác, thuốc diệt cỏ (ngừng sử dụng năm 1995), thuốc trừ sâu, hỗn hống nha khoa, pha chế thuốc và kính thiên văn gương lỏng.

## Lịch sử
Người Trung Quốc và Hindu cổ đại đã biết tới thủy ngân và nó được tìm thấy trong các ngôi mộ cổ Ai Cập có niên đại vào khoảng năm 1500 TCN. Tại Trung Quốc, Ấn Độ và Tây Tạng, việc sử dụng thủy ngân được cho là kéo dài tuổi thọ, chữa lành chỗ gãy và duy trì một sức khỏe tốt. Người Hy Lạp cổ đại sử dụng thủy ngân trong thuốc mỡ và người La Mã sử dụng nó trong mỹ phẩm. Vào khoảng năm 500 TCN thủy ngân đã được sử dụng để tạo các hỗn hống với các kim loại khác.
Từ Rassayana trong tiếng Ấn Độ có nghĩa là giả kim thuật còn có nghĩa là 'con đường của thủy ngân' Các nhà giả kim thuật thông thường nghĩ rằng thủy ngân là vật chất khởi đầu để các kim loại khác được tạo ra. Các kim loại khác nhau có thể được sản xuất bởi các lượng và chất khác nhau của lưu huỳnh chứa trong thủy ngân. Khả năng chuyển thủy ngân thành kim loại khác phụ thuộc vào "chất lượng thủy ngân thiết yếu" của các kim loại. Tinh khiết nhất trong số đó là vàng, và thủy ngân là thiết yếu để biến đổi của các kim loại gốc (hay không tinh khiết) thành vàng. Đây là nguyên lý và mục đích cơ bản của giả kim thuật, xét cả về phương diện tinh thần hay vật chất.
Hg là ký hiệu hóa học ngày nay cho thủy ngân. Nó là viết tắt của Hydrargyrum, từ Latinh hóa của từ Hy Lạp Hydrargyros, là tổ hợp của 2 từ 'nước' và 'bạc' — vì nó lỏng giống như nước, và có ánh kim giống như bạc. Trong ngôn ngữ châu Âu, nguyên tố này được đặt tên là Mercury, lấy theo tên của thần Mercurius của người La Mã, được biết đến với tính linh động và tốc độ. Biểu tượng giả kim thuật của nguyên tố này cũng là biểu tượng chiêm tinh học cho Thủy Tinh.
Từ giữa thế kỷ XVIII đến giữa thế kỷ XIX, một công nghệ gọi là "carroting" được sử dụng trong sản xuất mũ phớt. Da động vật được ngâm vào trong dung dịch màu da cam của hợp chất Thủy ngân (II) nitrat, Hg(NO3)2•2H2O. Công nghệ này tách lông ra khỏi da động vật và cuộn chúng lại với nhau. Dung dịch này và hơi của nó rất độc. Việc sử dụng chất này đã làm cho một loạt các nhà sản xuất mũ ngộ độc thủy ngân. Triệu chứng của nó là run tay chân, dễ xúc cảm, mất ngủ, hay quên và ảo giác. Tháng 12 năm 1941, Dịch vụ sức khỏe cộng đồng Mỹ đã cấm sử dụng thủy ngân trong sản xuất mũ.

### Nha khoa
Thủy ngân nguyên tố là thành phần chính trong hỗn hống nha khoa. Tranh luận xung quanh các ảnh hưởng sức khỏe từ việc sử dụng hỗn hống thủy ngân bắt đầu kể từ khi nó được đưa vào sử dụng ở phương Tây, khoảng 200 năm trước. Năm 1843, Hiệp hội các nha sĩ Mỹ, lo ngại về ngộ độc thủy ngân, đã yêu cầu các thành viên ký cam kết bảo đảm không sử dụng hỗn hống. Năm 1859, Hiệp hội nha khoa Mỹ (ADA) đã được các nha sĩ (tin rằng hỗn hống là an toàn và hiệu quả) thành lập. ADA, "tiếp tục tin rằng hỗn hống là lựa chọn có giá trị, an toàn đối với các bệnh nhân nha khoa" như đã viết ra trong tuyên bố về hỗn hống nha khoa] của họ. Năm 1993, Dịch vụ sức khỏe cộng đồng Mỹ báo cáo rằng "việc bơm hỗn hống giải phóng một lượng nhỏ hơi thủy ngân", nhưng nhỏ tới mức nó "không gây ra các hiệu ứng bất lợi cho sức khỏe nào". Năm 2002, California trở thành bang đầu tiên cấm sử dụng việc bơm hỗn hống (có hiệu lực từ năm 2006). Cho đến thời điểm năm 2005, tranh cãi xung quanh hỗn hống nha khoa vẫn còn tiếp diễn.

### Y tế
Thủy ngân đã được sử dụng để chữa bệnh trong hàng thế kỷ. Thủy ngân(I) chloride và Thủy ngân(II) chloride là những hợp chất phổ biến nhất. Thủy ngân được đưa vào điều trị giang mai sớm nhất vào thế kỷ XVI, trước khi có các chất kháng sinh. "Blue mass", viên thuốc nhỏ chứa thủy ngân, đã được kê đơn trong suốt thế kỷ XIX đối với hàng loạt các triệu chứng bệnh như táo bón, trầm cảm, sinh đẻ và đau răng. Trong đầu thế kỷ XX, thủy ngân được cấp phát cho trẻ em hàng năm như là thuốc nhuận tràng và tẩy giun. Nó là bột ngậm cho trẻ em và một số vacxin có chứa chất bảo quản Thiomersal (một phần là methyl thủy ngân) kể từ những năm 1930. Thủy ngân(II) chloride là chất tẩy trùng đối với các bác sĩ, bệnh nhân và thiết bị.
Thuốc và các thiết bị chứa thủy ngân tiềm ẩn nhiều nguy hiểm, mặc dù chúng đã được sử dụng rộng rãi trong quá khứ. Nhiệt kế và huyết áp kế chứa thủy ngân đã được phát minh trong thế kỷ XVIII và XIX, trong đầu thế kỷ XXI, việc sử dụng chúng đã giảm và bị cấm ở một số quốc gia, khu vực và trường đại học. Năm 2002, Thượng viện Mỹ đã thông qua sắc luật cấm bán nhiệt kế thủy ngân không theo đơn thuốc. Năm 2003, Washington và Maine trở thành các bang đầu tiên cấm các thiết bị đo huyết áp có chứa thủy ngân. Năm 2005, các hợp chất thủy ngân được tìm thấy ở một số dược phẩm quá mức cho phép, ví dụ các chất tẩy trùng cục bộ, thuốc nhuận tràng, thuốc mỡ trên tã chống hăm, các thuốc nhỏ mắt hay xịt mũi. Cục quản lý Thực phẩm và Dược phẩm Hoa Kỳ có "dữ liệu không đủ để thiết lập sự thừa nhận chung về tính an toàn và hiệu quả" của thành phần thủy ngân trong các sản phẩm này.

## Phổ biến

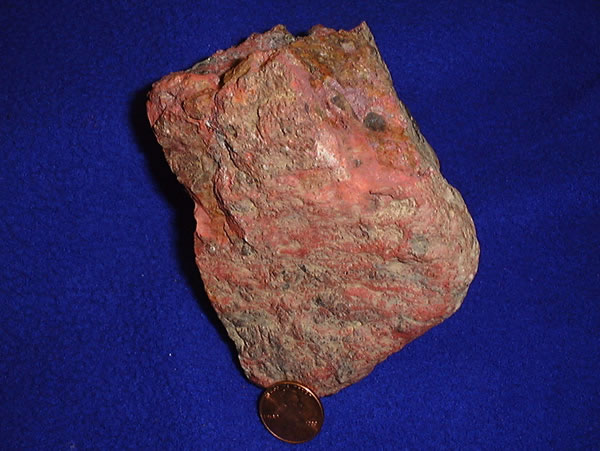
Quặng thủy ngân

Là một nguyên tố hiếm trong vỏ Trái Đất, thủy ngân được tìm thấy hoặc như là kim loại tự nhiên (hiếm thấy) hay trong thần sa, corderoit, livingstonit và các khoáng chất khác với chu sa (HgS) là quặng phổ biến nhất. Khoảng 50% sự cung cấp toàn cầu đến từ Tây Ban Nha và Ý, và phần lớn số còn lại từ Slovenia, Nga và Bắc Mỹ. Kim loại thu được bằng cách đốt nóng chu sa trong luồng không khí và làm lạnh hơi thoát ra.

## Hợp chất
Các muối quan trọng nhất là:
- Thủy ngân(I) chloride (calomen và đôi khi vẫn được sử dụng trong y học).
- Thủy ngân(II) chloride(là một chất có tính ăn mòn mạnh, thăng hoa và là chất độc cực mạnh)
- Thủy ngân fulminat, (ngòi nổ sử dụng rộng rãi trong thuốc nổ),
- Sulfide thủy ngân (II) (màu đỏ thần sa là chất màu chất lượng cao),
- Thủy ngân(II) selenide chất bán dẫn,
- Telurua thủy ngân (II) chất bán dẫn và
- Telurua cadmi thủy ngân là những vật liệu dùng làm đầu dò tia hồng ngoại.

Các hợp chất hữu cơ của thủy ngân cũng là quan trọng. Các thí nghiệm trong phòng thí nghiệm cho thấy sự phóng điện làm cho các khí trơ kết hợp với hơi thủy ngân. Các hợp chất này được tạo ra bởi các lực van der Waals và kết quả là các hợp chất như HgNe, HgAr, HgKr và HgXe. Methyl thủy ngân là hợp chất rất độc, là chất gây ô nhiễm thủy sinh vật.

## Đồng vị
Có 7 đồng vị ổn định của thủy ngân với 202Hg là phổ biến nhất (29,86%). Các đồng vị phóng xạ bền nhất là 194Hg với chu kỳ bán rã 444 năm, và 203Hg với chu kỳ bán rã 46,612 ngày. Phần lớn các đồng vị phóng xạ còn lại có chu kỳ bán rã nhỏ hơn 1 ngày.

## Vấn đề môi trường

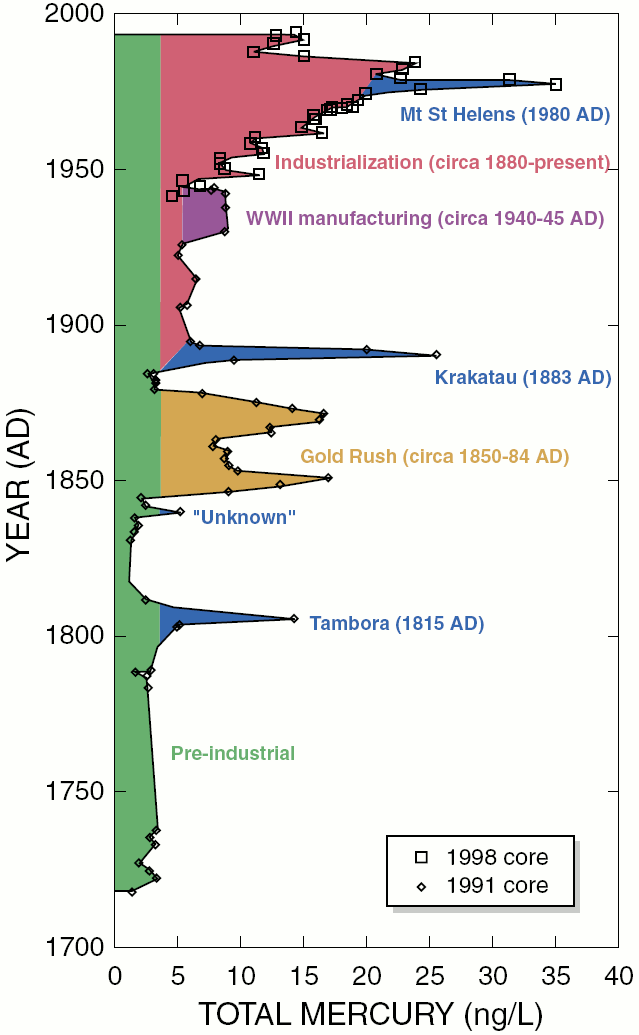
Lượng thủy ngân trong khí quyển ở sông băng Fremont trong 270 năm qua.

Tỷ lệ lắng đọng của thủy ngân trước thời kỳ công nghiệp từ khí quyển có thể nằm trong khoảng 4 ng/L ở miền tây nước Mỹ. Mặc dù có thể coi nó như là mức phơi nhiễm tự nhiên, nhưng nó có ảnh hưởng đáng kể. Sự phun trào núi lửa có thể tăng nồng độ trong khí quyển từ 4–6 lần.
Thủy ngân đi vào môi trường như một chất gây ô nhiễm từ các ngành công nghiệp khác nhau:
- Các xí nghiệp sử dụng than làm nhiên liệu là nguồn lớn nhất (40% trong khí thải của Mỹ năm 1999, tuy nhiên đã giảm khoảng 85%).
- Các công nghệ trong công nghiệp:
  - Sản xuất clo, thép, phốtphat & vàng
  - Luyện kim
  - Sản xuất & sửa chữa các thiết bị điện tử
  - Việc đốt hay vùi lấp các chất thải đô thị
- Các ứng dụng y học, kể cả trong quá trình sản xuất và bảo quản vacxin.
  - Nha khoa
  - Công nghiệp mỹ phẩm
- Các thí nghiệm trong phòng thí nghiệm liên quan đến các hợp chất của thủy ngân và lưu huỳnh.

Thủy ngân cũng đi vào môi trường theo đường xử lý một số sản phẩm nào đó. Các sản phẩm có chứa thủy ngân bao gồm: các bộ phận của ô tô, pin, đèn huỳnh quang, các sản phẩm y tế, nhiệt kế và máy điều nhiệt.. Vì các vấn đề liên quan tới sức khỏe (xem dưới đây), các cố gắng giảm sử dụng các chất độc là cắt giảm hoặc loại bỏ thủy ngân trong các sản phẩm đó. Ví dụ, phần lớn các nhiệt kế sử dụng rượu nhuộm màu thay cho thủy ngân. Các nhiệt kế thủy ngân thỉnh thoảng vẫn được sử dụng trong y khoa hay các ứng dụng khoa học do chúng có độ chính xác cao hơn của nhiệt kế rượu và có khoảng đo cao hơn, mặc dù cả hai đang được thay thế dần bằng các nhiệt kế điện tử.
Một trong những thảm họa công nghiệp tồi tệ nhất trong lịch sử là thải các hợp chất thủy ngân vào vịnh Minamata, Nhật Bản. Tập đoàn Chisso, một nhà sản xuất phân hóa học và sau này là công ty hóa dầu, đã bị phát hiện là chịu trách nhiệm cho việc gây ô nhiễm vịnh này từ năm 1932 đến 1968. Người ta ước tính rằng trên 3.000 người đã có những khuyết tật nào đó hay có triệu chứng ngộ độc thủy ngân nặng nề hoặc đã chết vì ngộ độc nó, từ đó nó trở thành nổi tiếng với tên gọi thảm họa Minamata.

## Các hiệu ứng sức khỏe & môi trường
Thủy ngân nguyên tố lỏng là ít độc, nhưng hơi, các hợp chất và muối của nó là rất độc và là nguyên nhân gây ra các tổn thương nếu tiếp xúc, hít thở hay ăn phải. Nguy hiểm chính liên quan đến thủy ngân nguyên tố là ở STP, thủy ngân có xu hướng bị oxy hóa tạo ra thủy ngân oxide - khi bị rớt xuống hay bị làm nhiễu loạn, thủy ngân sẽ tạo thành các hạt rất nhỏ, làm tăng diện tích tiếp xúc bề mặt.
Thủy ngân là chất độc tích lũy sinh học rất dễ dàng hấp thụ qua da, các cơ quan hô hấp và tiêu hóa. Các hợp chất vô cơ ít độc hơn so với hợp chất hữu cơ của thủy ngân. Cho dù ít độc hơn so với các hợp chất của nó nhưng thủy ngân vẫn tạo ra sự ô nhiễm đáng kể đối với môi trường vì nó tạo ra các hợp chất hữu cơ trong các cơ thể sinh vật.
Một trong những hợp chất độc nhất của nó là đimêtyl thủy ngân, là độc đến đến mức chỉ vài micrôlít rơi vào da có thể gây tử vong. Một trong những mục tiêu chính của các chất độc này là enzym pyruvat dehiđrôgenat (PDH). Enzym bị ức chế hoàn toàn bởi một vài hợp chất của thủy ngân, thành phần gốc acid lipoic của phức hợp đa enzym liên kết với các hợp chất đó rất bền và vì thế PDH bị ức chế.
Chứng bệnh Minamata là một dạng ngộ độc thủy ngân. Thủy ngân tấn công hệ thần kinh trung ương và hệ nội tiết và ảnh hưởng tới miệng, các cơ quai hàm và răng. Sự phơi nhiễm kéo dài gây ra các tổn thương não và gây tử vong. Nó có thể gây ra các rủi ro hay khuyết tật đối với các thai nhi. Không khí ở nhiệt độ phòng có thể bão hòa hơi thủy ngân cao hơn nhiều lần so với mức cho phép, cho dù nhiệt độ sôi của thủy ngân là không thấp.
Thông qua quá trình tích lũy sinh học mêtyl thủy ngân nằm trong chuỗi thức ăn, đạt đến mức tích lũy cao trong một số loài như cá ngừ. Sự ngộ độc thủy ngân đối với con người là kết quả của việc tiêu thụ lâu dài một số loại lương thực, thực phẩm nào đó. 
Các loài cá lớn như cá ngừ hay cá kiếm thông thường chứa nhiều thủy ngân hơn các loài cá nhỏ, do thủy ngân tích lũy tăng dần theo chuỗi thức ăn.
Các nguồn nước tích lũy thủy ngân thông qua quá trình xói mòn của các khoáng chất hay trầm tích từ khí quyển. Thực vật hấp thụ thủy ngân khi ẩm ướt nhưng có thể thải ra trong không khí khô  Lưu trữ ngày 24 tháng 12 năm 2004 tại Wayback Machine. Thực vật và các trầm tích trong than có các nồng độ thủy ngân dao động mạnh.
Êtyl thủy ngân là sản phẩm phân rã từ chất chống khuẩn thimerosal và có hiệu ứng tương tự nhưng không đồng nhất với mêtyl thủy ngân.

## Cảnh báo & Quy định
Thủy ngân cần được tiếp xúc một cách cực kỳ cẩn thận. Các đồ chứa thủy ngân phải đậy nắp chặt chẽ để tránh rò rỉ và bay hơi. Việc đốt nóng thủy ngân hay các hợp chất của nó phải tiến hành trong điều kiện thông gió tốt và người thực hiện phải đội mũ có bộ lọc khí. Ngoài ra, một số oxide có thể bị phân tích thành thủy ngân, nó có thể bay hơi ngay lập tức mà không để lại dấu vết. Người tiếp xúc nên trang bị mặt nạ phòng độc, áo liền quần có mũ bằng nhựa (coverall suit), găng tay, kính bảo hộ, kính che mặt.
Vì các ảnh hưởng tới sức khỏe trong phơi nhiễm thủy ngân, các ứng dụng thương mại và công nghiệp nói chung được điều tiết ở các nước công nghiệp. Tổ chức y tế thế giới (WHO), OSHA và NIOSH đều thống nhất rằng thủy ngân là nguy hiểm nghề nghiệp và đã thiết lập các giới hạn cụ thể cho các phơi nhiễm nghề nghiệp. Ở Mỹ, giới hạn thải ra môi trường được EPA quy định.

## Tham chiếu
- Calvert J.B. (2004, 29 May). Mercury: The lore of mercury, especially its uses in science and engineering. Truy cập ngày 5 tháng 4 năm 2005.
- Kolev, S.T. Bates, N. Mercury (UK PID). National Poisons Information Service: Medical Toxicology Unit (London Centre).

### Phần lịch sử
- American Dental Association. (2004, January 09). ADA statement on dental amalgam Lưu trữ ngày 11 tháng 10 năm 2007 tại Wayback Machine. Truy cập ngày 10 tháng 4 năm 2005.
- Brown, R.H. (2003, December 19). Mercury’s fall from medicine to toxin. Georgia Public Policy Foundation. Truy cập ngày 3 tháng 4 năm 2005. "Permission to reprint in whole or in part is hereby granted, provided the author and his affiliations are cited."
- Goldwater, L.J. (1955). Hat Industry Lưu trữ ngày 10 tháng 11 năm 2005 tại Wayback Machine. In: Mercury; a History of Quicksilver. York Press. Truy cập ngày 9 tháng 4 năm 2005.
- Kelly, E. (1676). The stone of the philosophers Lưu trữ ngày 30 tháng 6 năm 2015 tại Wayback Machine. Transcribed by: L. Roberts. Truy cập ngày 3 tháng 4 năm 2005.
- Mercury in Schools. (2004, August 20). Mercury through the Ages Lưu trữ ngày 8 tháng 9 năm 2005 tại Wayback Machine. Truy cập ngày 5 tháng 4 năm 2005.
- U.S. Food and Drug Administration. (2004, April 1). Drugs for human use: New drugs Lưu trữ ngày 13 tháng 3 năm 2007 tại Wayback Machine. In: Food and drugs. Code of Federal Regulations. Truy cập ngày 3 tháng 4 năm 2005.